# San Fernando de Henares
San Fernando de Henares és un municipi de la Comunitat de Madrid. Limita a l'oest amb Madrid capital i Coslada, al nord amb Paracuellos de Jarama i Torrejón de Ardoz, a l'est amb Alcalá de Henares, Torres de la Alameda i Loeches, i al sud amb Mejorada del Campo i Rivas-Vaciamadrid.

## Història
El 1746, Felip V compra uns terrenys per a crear una Reial Fàbrica de Draps en el lloc que ocupa San Fernando de Henares. Poc després morí i el projecte es porta a terme durant el regnat de Ferran VI d'Espanya qui nomena com a governador del Reial Lloc a Ventura de Argumosa. El rei Ferran VI passava llargues temporades en aquest municipi. Al voltant de la fàbrica es construeixen habitatges per als treballadors de la fàbrica el que donaria origen a l'actual municipi. Enfront de la fàbrica es crea una plaça amb forma quadrada (anomenada actualment Plaça d'Espanya) que s'unia amb un eix amb una segona plaça, rodona en aquest cas (actualment Plaça de Fernando VI). Aquesta estructura està declarada conjunt històric artístic pel que no pot ser modificada igual que les cases originals que encara es mantenen. Durant els 200 anys d'història el municipi ha sofert múltiples alts i baixos. El seu edifici emblemàtic, la fàbrica, ha estat destinat a múltiples labors, destacant la seva conversió a hospici. En l'actualitat, es conserva la façana principal que ha estat restaurada i alberga l'ajuntament. El Reial Lloc és venut en pública subhasta durant una desamortització a mitjanss del segle xix.

## Imatges

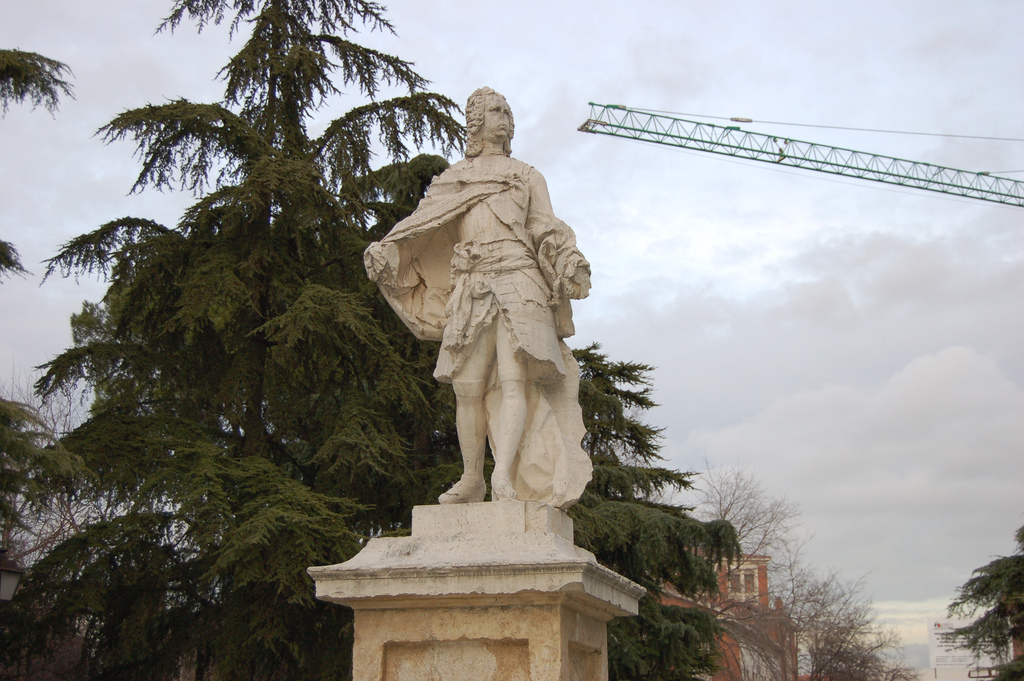
Estàtua en honor del rei Ferran VI.
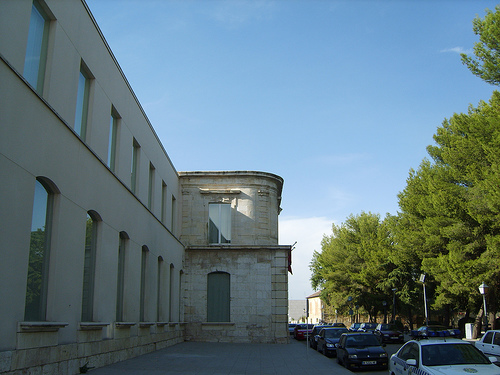
Ajuntament i Antiga Real Fábrica de Paños de San Fernando de Henares de perfil.
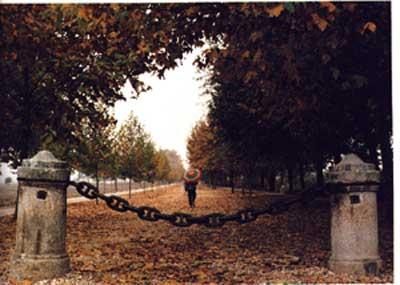
Entrada al Passeig de los Chopos (Plàtans).